# Pristilepis
Pristilepis is een geslacht van straalvinnige vissen uit de familie van eekhoorn- en soldatenvissen (Holocentridae). Het geslacht is voor het eerst wetenschappelijk beschreven in door John Ernest Randall.

## Soort
- Pristilepis oligolepis (Whitley, 1941)